# J-POP最強カウントダウン
『J-POP最強カウントダウン』（ジェイポップさいきょうカウントダウン）は、音楽専門チャンネルMUSIC ON! TV内で放送されているチャート番組の一つである。2015年7月26日にM-ON! Countdownから改称される形で放送を開始した。

## 概要
シングル・アルバムのセールス、音楽配信、カラオケ、SNS、リクエストなどの各種データからMUSIC ON! TVが算出した邦楽ランキングTOP50を放送しているランキング番組。正式な番組名は、J-POP最強カウントダウン50（ジェイポップさいきょうカウントダウンごじゅう）。
スペースシャワーTVでも、同じようにして算出しているSUPER HITS PERFECT RANKING 50が放送されているが、このJ-POP最強カウントダウン50ではリリース直後の楽曲が大変多くチャートインしている（例:2019年5月23日オンエアのチャートにおいての新曲というのは、5月15日辺りにリリースされた楽曲が多い）。
新型コロナウイルスの影響で2020年4月9日から6月11日までは放送休止していた。
また、SUPER HITS PERFECT RANKING 50に比べて、取り扱っているMVの幅が大変広く、オリコン上位にチャートインしやすい嵐，Hey! Say! JUMPやAKB48,乃木坂46などといった知名度が比較的高いアーティストはもちろん、スペースシャワーTVでは取り扱いが少ない井口裕香,花澤香菜,山崎エリイ,伊藤美来といった声優、アンジュルム,こぶしファクトリーなどのハロー!プロジェクト所属アーティストをはじめとした、i☆Ris，Luce Twinkle Wink☆，わーすた，X21，Kiss Bee，バクステ外神田一丁目，アップアップガールズ（2），東京女子流などといった女性アイドル関連なども大変多く、ソロである黒木渚，植田真梨恵などの他、ZEN THE HOLLYWOOD，在日ファンク，the pillowsなどといったその他のアーティスト、さらには上原ひろみ　ザ・トリオ・プロジェクト feat.アンソニー・ジャクソン&サイモン・フィリップスも過去にチャートインしていることがある。
週間チャートは毎週火曜 6:00頃に更新されている（例：2019年5月23日オンエアのチャートは同年5月21日に更新）。
算出方法などについて詳しくは、M-ON! Countdownを参照。
公式サイト上では、原則曲名しか示していないが、作品単位で算出している。その為、他のチャートと前週順位（公式サイト上）の表示パターンが異なっている。
- 実例1：2016年2月14日オンエアのチャートで8位にTrySailの「whiz」が初めてランクインして（ここではシングル表題曲として）、同年2月28日のチャートで圏外になっているのだが、アルバム「Sail Canvas」のリリースに際し、同年5月29日のチャートで16位にこの曲で再びランクインしている（whizはSail Canvasに収録がある）が、その際に、前週順位は「Re(Return)」とはならず、「New」と表示している。
- 実例2：2016年3月20日オンエアのチャートで直前にリリースされたいきものがかりのアルバム「超いきものばかり〜てんねん記念メンバーズBESTセレクション〜」の収録曲として、2位に「ありがとう」がランクインしたが、翌週は4位に下がり、オンエア楽曲が「SAKURA」に変わっている（こちらも同アルバムに収録されている）。この際にも、前週順位は「New」とはならず、前週2位からの下落として扱われている。
- 実例3：2016年2月14日オンエアのチャートで16位に「歌物語 -〈物語〉シリーズ主題歌集-」からの収録曲として、supercellの「君の知らない物語」がランクインして、1ヶ月ほど流されたが、3月20日オンエアのチャートからは、ClariSの「ナイショの話」に変わっている。この曲も同アルバムの収録曲であるので、3月13日の順位からの下落で扱われている。

2016年4月から9月は月間ランキングの放送があった。
- J-POP最強カウントダウン50最新チャート

注意：ミュージックビデオが製作されていない楽曲はこれらのチャートの対象にはならない。最近のオリコンシングルチャート1位獲得曲では、『THE IDOLM@STER CINDERELLA GIRLS STARLIGHT MASTER 03 ハイファイ☆デイズ』などが該当する。

## 放送日
2020年6月現在の放送時間は以下の通り。ただし、変更する場合もある。
- 毎週木曜 9:30 - 14:00（50曲・歌詞なし（字幕で歌詞を表示可能））
- 毎週金曜 24:00 - 26:00（20曲短縮版・歌詞なし（字幕で歌詞を表示可能））
- 毎週火曜 18:00 - 19:55（20曲短縮版・歌詞入り）

前半の数十分は、次週以降にランクインすると思われる楽曲などを紹介する「PICK UP」コーナーに充てられる。ともに、全体的な内容はほとんど変わらないものの、「PICK UP」で取り上げられる内容が時間帯によって異なっている。
また、J-POP最強カウントダウン50放送時にはカウントダウンの途中で、「M-ON!Recommend」楽曲のPVの一部がオンエアされる。
- MUSIC ON! TV M-ON!Recommend楽曲紹介

「J-POP最強カウントダウン50【歌詞入り】」の放送は、改変が続けられている。最初は3時間50分の放送枠であったものが、2016年4月頃の改編からは4時間に変わり、7月頃の改編でリピート放送が実質無くなって、10月の改編で歌詞なし放送に放送枠の長さが揃えられた。この改編で、同時に月間ランキングの放送が終了した。2017年9月の改編では、50の歌詞入り放送が終了した。
- MUSIC ON! TV J-POP最強カウントダウン50 番組紹介ページ
- MUSIC ON! TV J-POP最強カウントダウン20 番組紹介ページ

## CGについて
2016年現在、以下のようなCGが効果音とともにPV前に流れるようになっている。(ここでは一部のみの説明とする)
- 50位,20位:tremoloを足で踏む。
- 49位,19位:アコーディオンを弾く
- 48位,18位:数字の｢8｣がロープにひっかかっていて、ロープが揺れ、数字が動く。
- 47位,17位:エレキギターのつまみを回す
- 46位,16位:音量調整バーを上げると、数字も一緒に上がる。
- 45位,15位:レコードの上を数字が回る。
- 44位､14位:ラッパらしき物から音とともに数字が出てくる。
- 43位,13位:シンバルらしきものをたたいているところの間に数字がある。
- 42位:数字が効果音とともに回っていて、効果音が途切れると数字の回転も止まる。
- 41位:落ちてきた数字をフックらしきものでひっかける。
- 40位:ボンゴを叩く
- 39位:音量調整ダイヤルを回すと数字も回って数字が出現。
- 38位:音電の数字『38』飛ぶ
- 37位:サクソフォンをとびきり
- 36位:ギターの手を弾く
- 35位:レコードの上を数字が回っている。
- 34位:エレキギターを弾いている
- 33位:数字が楽譜のようになっている。
- 32位:トライアングルを鳴らす。
- 31位:メトロノームの動きに伴って、数字も振れている。
- 30位:音量調整バーをゼロにする。
- 29位:チェロを弾く
- 28位:電源をオンにする。
- 27位:マラカスらしきものをふる。
- 26位:レコードの回転がストップし、数字がかかれている。
- 25位:楽譜の音符の数字は『25』は木琴の音『ファ』になる
- 24位＆ピックアップ:マイクと同時に数字が出てくる。
- 23位:レコーディングのミキシングスピーカーの数字『23』のビートを鳴らす
- 22位:CDラジカセから、22と書かれたCDが出てくる。
- 21位:ハーモニカの音色とともに、穴から数字が出てくる。
- 12位:調整ダイヤルを回すと、音が小さくなる。
- 11位:スピーカーからゆっくりと数字が出てくる。
- 10位:マイクスタンドの数字『10』をできる
- 9位:シンバルを鳴らす。
- 8位:DJのコントローラーの緑と橙色と赤に『8』を飛ぶとグリッチになる
- 7位:キーボードの鍵盤に数字がたくさん出現する。
- 6位:接続されていたコードを抜くと同時に数字が出現。
- 5位:ギターの音が鳴ると数字が振れる。
- 4位:トランペットを弾く
- 3位:鉄琴を3回鳴らす。
- 2位:スピーカーから数字が出てくる。
- 1位:ドラムロールを1を飛ぶ

## 過去の1位の楽曲などに関して
Versionについては一部省略する。